# Muyurina (Trigal)
Muyurina ist eine Ortschaft im Departamento Santa Cruz im südamerikanischen Andenstaat Bolivien.

## Lage im Nahraum
Muyurina ist zentraler Ort des Kanton Muyurina und größte Ortschaft des Municipio Trigal in der Provinz Vallegrande. Die Ortschaft liegt im Tal des Río Cienega sechs Kilometer südlich der Ortschaft Trigal zwischen nord-südlich verlaufenden Bergrücken eingebettet, die hier Höhen von bis zu 2.400 m erreichen.

## Geographie
Muyurina liegt im Übergangsbereich zwischen der Anden-Gebirgskette der Cordillera Oriental im Norden und der Cordillera Central im Südwesten, und dem bolivianischen Tiefland im Osten. Das Klima in der geschützten Tallage ist ganzjährig warm und ausgeglichen, nicht so heiß und schwül wie im nahegelegenen Tiefland, aber auch weniger mild als im benachbarten Municipio Vallegrande.
Die mittlere Durchschnittstemperatur der Region liegt bei 22 °C (siehe Klimadiagramm Trigal) und schwankt nur unwesentlich zwischen 19 °C im Juli und 24 °C von November bis Januar. Der Jahresniederschlag beträgt etwa 650 mm, mit einer Trockenzeit von Mai bis September mit Monatsniederschlägen unter 25 mm, und einer Feuchtezeit von Dezember bis Februar mit 100 bis 125 mm Monatsniederschlag.

## Verkehrsnetz
Muyurina liegt in einer Entfernung von 276 Straßenkilometern südwestlich von Santa Cruz, der Hauptstadt des gleichnamigen Departamentos.
Von Santa Cruz führt die asphaltierte Nationalstraße Ruta 7 in westlicher Richtung nach Cochabamba und erreicht nach 187 Kilometern über Samaipata und La Angostura die Kleinstadt Mataral. Von dort zweigt die Ruta 22 in südlicher Richtung ab und erreicht nach 34 Kilometern Muyurina und nach weiteren neunzehn Kilometern die Provinzhauptstadt Vallegrande.

## Bevölkerung
Die Einwohnerzahl der Ortschaft ist im vergangenen Jahrzehnt deutlich angestiegen:
| Jahr | Einwohner         | Quelle       |
| ---- | ----------------- | ------------ |
| 1992 | keine Detaildaten | Volkszählung |
| 2001 | 225               | Volkszählung |
| 2012 | 313               | Volkszählung |
| 2024 |                   | Volkszählung |